# Chapelle Corsini
 (mai 2025).
La chapelle Corsini est située dans la basilique Santa Maria del Carmine à Florence en Toscane.

## Histoire
La chapelle, située dans le transept gauche de l'église, appartint autrefois aux Soderini, puis aux Serragli, qui la cédèrent en 1653 aux Corsini. Les marquis Bartolomeo et Neri voulaient dédier une chapelle à leur ancêtre saint Andrea Corsini, qui vécut au XIVe siècle et fut canonisé en 1629 par le pape Urbain VIII. En 1675, ils confièrent l'entreprise à Pier Francesco Silvani, qui créa l'une des premières œuvres à Florence dans le style du baroque romain. Les travaux se sont achevés en 1683 comme indiqué dans l'inscription en lettres de bronze sur le sol devant l'autel, qui mentionne également les commanditaires.
Le saint a fait l'objet d'une dévotion considérable. En 1683, la grande-duchesse Vittoria della Rovere donna à l'église del Carmine une mitre ornée de pierres précieuses à poser sur la tête du saint. Le pape Clément XII remit un précieux calice aux frères de la basilique de la Santissima Annunziata, qui devaient le prêter à l'église del Carmine lors de la célébration de la fête du saint.
En 1771, la chapelle n'a pas subi de dommages majeurs lors du grave incendie de la basilique ; seul l'arc d'entrée a souffert.

## Architecture
L'architecture, de style baroque, est riche en marbres. La chapelle est encadrée par une arche de marbre sur laquelle se trouvent les armes des Corsini (trois bandes rouges de travers, sur un champ d'argent, barrées d'une bande bleue), œuvre de Giovanni Nobili.
Sa forme est carrée, avec des piliers aux angles ornés de chapiteaux sculptés. Au-delà de la corniche, quatre arches, une de chaque côté, soutiennent le dôme, où s'ouvrent huit ouvertures rectangulaires. Trois autels monumentaux sur les côtés sont ornés de colonnes majestueuses en marbre rouge de Seravezza, avec des pignons en marbre blanc de Carrare.
Sous le sol, se trouve la crypte avec les sépultures de la famille Corsini, à laquelle on accède par une échelle dans une trappe devant l'autel.

## Description

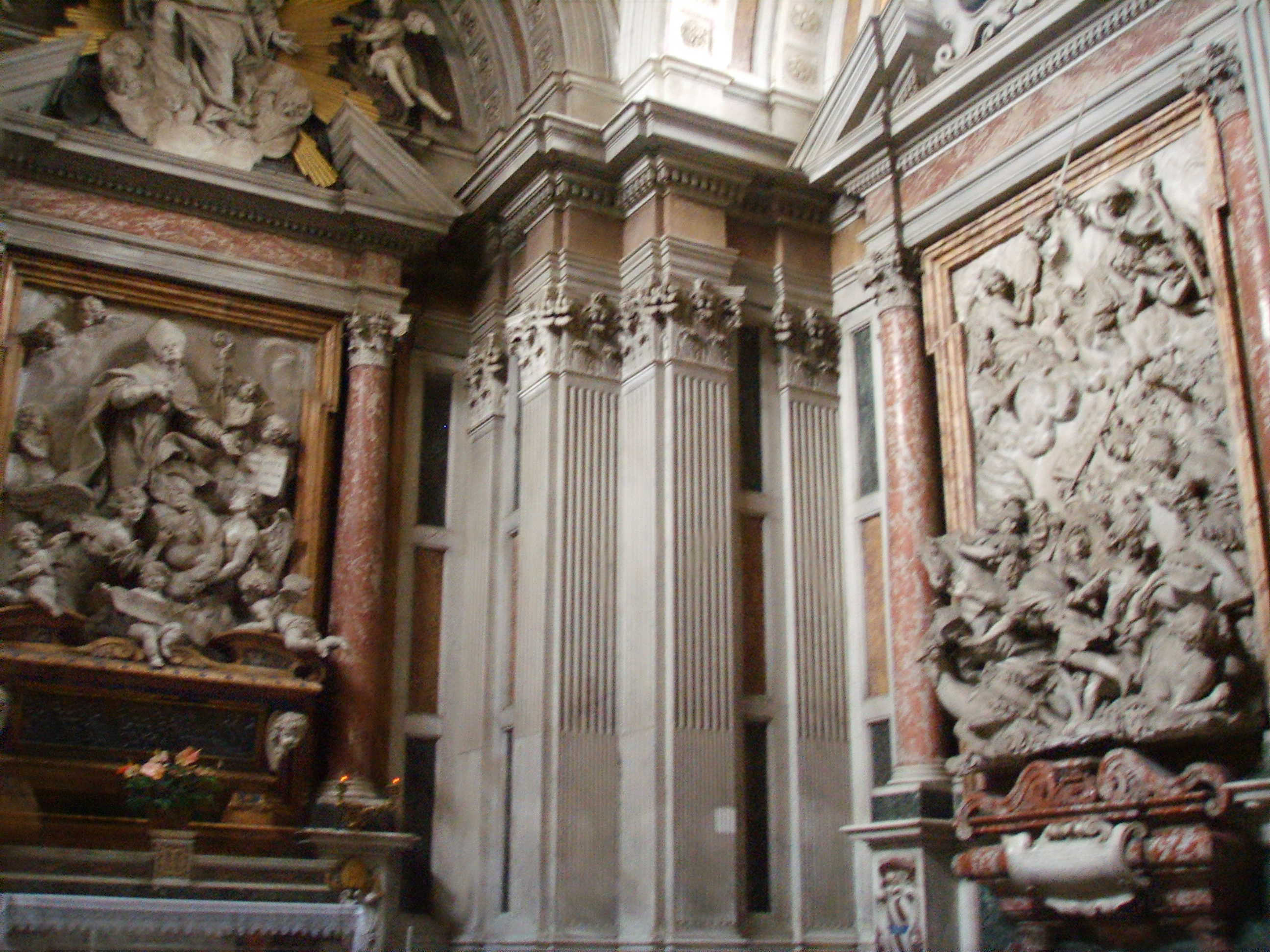
Les piliers et les sculptures.

Les reliefs sculpturaux de Giovan Battista Foggini ont une importance particulière dans l'histoire de l'art florentin car ce sont les premiers exemples de sculpture baroque dans la ville, conçus selon le style déjà très populaire à Rome (où Foggini a été formé à la demande du grand-duc Cosme III), mais qui, à Florence, a du mal à s'enraciner en raison de l'influence durable du maniérisme de Jean Bologne.

### Autel central
L'autel de la chapelle se détache au-delà de la balustrade, incrusté de pierres semi-précieuses dont du lapis-lazuli. Derrière l'autel, sur un socle en marbre jaune et vert, se trouve le monument sépulcral de saint Andrea Corsini. L'urne du saint est ornée d'un bas-relief en argent bruni, exécuté en 1683-1686 par Giovanni Battista Foggini, représentant Saint Andrea exposé après sa mort à la vénération des fidèles et la Canonisation du Saint par Urbain VIII en 1629. L'épitaphe latine en l'honneur de saint Andrea a été rédigée par le père Coccapani, pour remplacer celle de Coluccio Salutati qui a été détruite dans l'incendie de 1771.
Un haut-relief en marbre avec Sant'Andrea dans la  gloire, également de Foggini, réalisé avec la collaboration de Balthasar Permoser (1683-1687) est situé au-dessus, tandis que la lunette supérieure, avec le Père éternel, est l'œuvre de Carlo Marcellini (environ 1683).

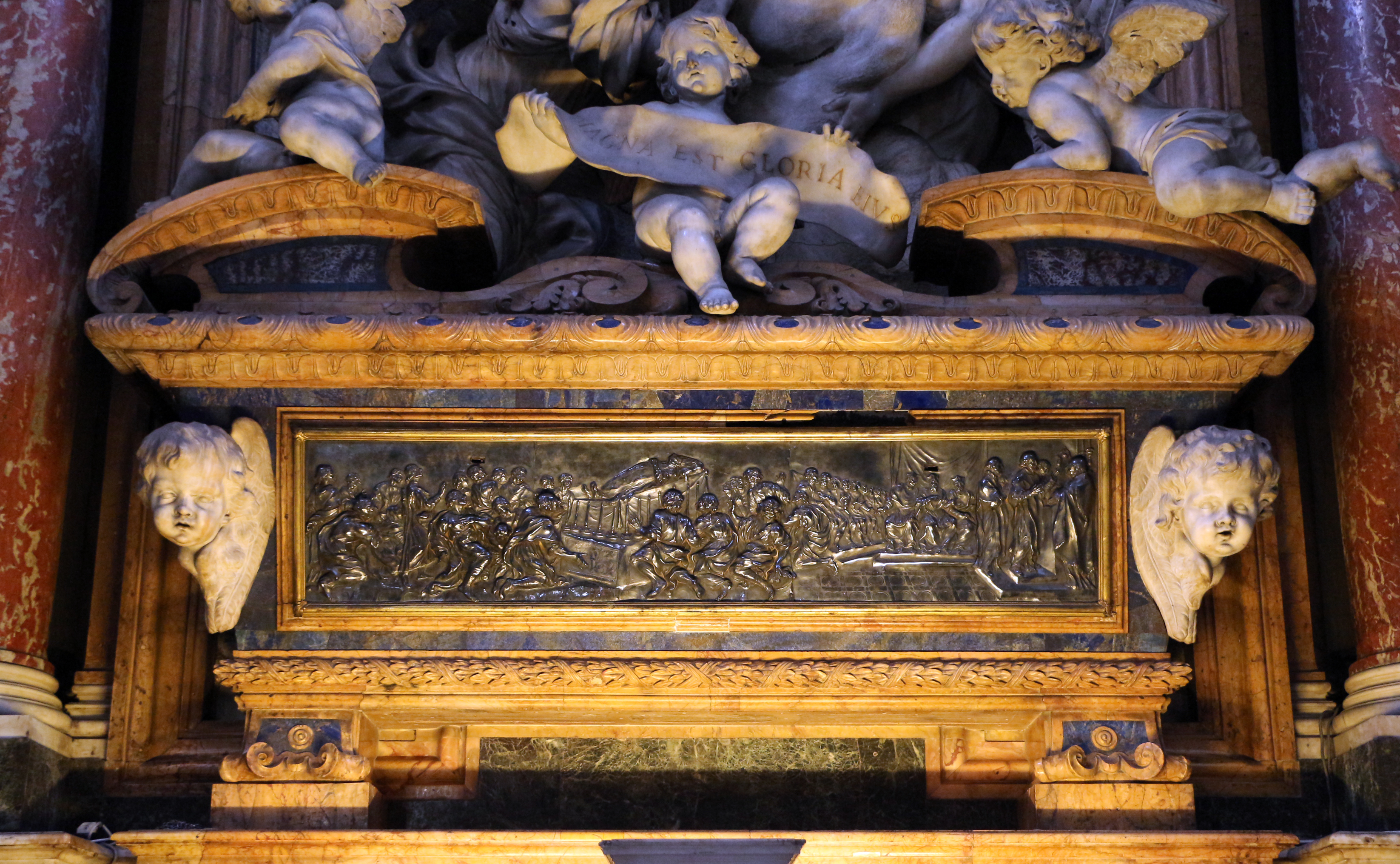
Giovan Battista Foggini, urne de saint Andrea Corsini, 1683-1686.

### Autel de gauche

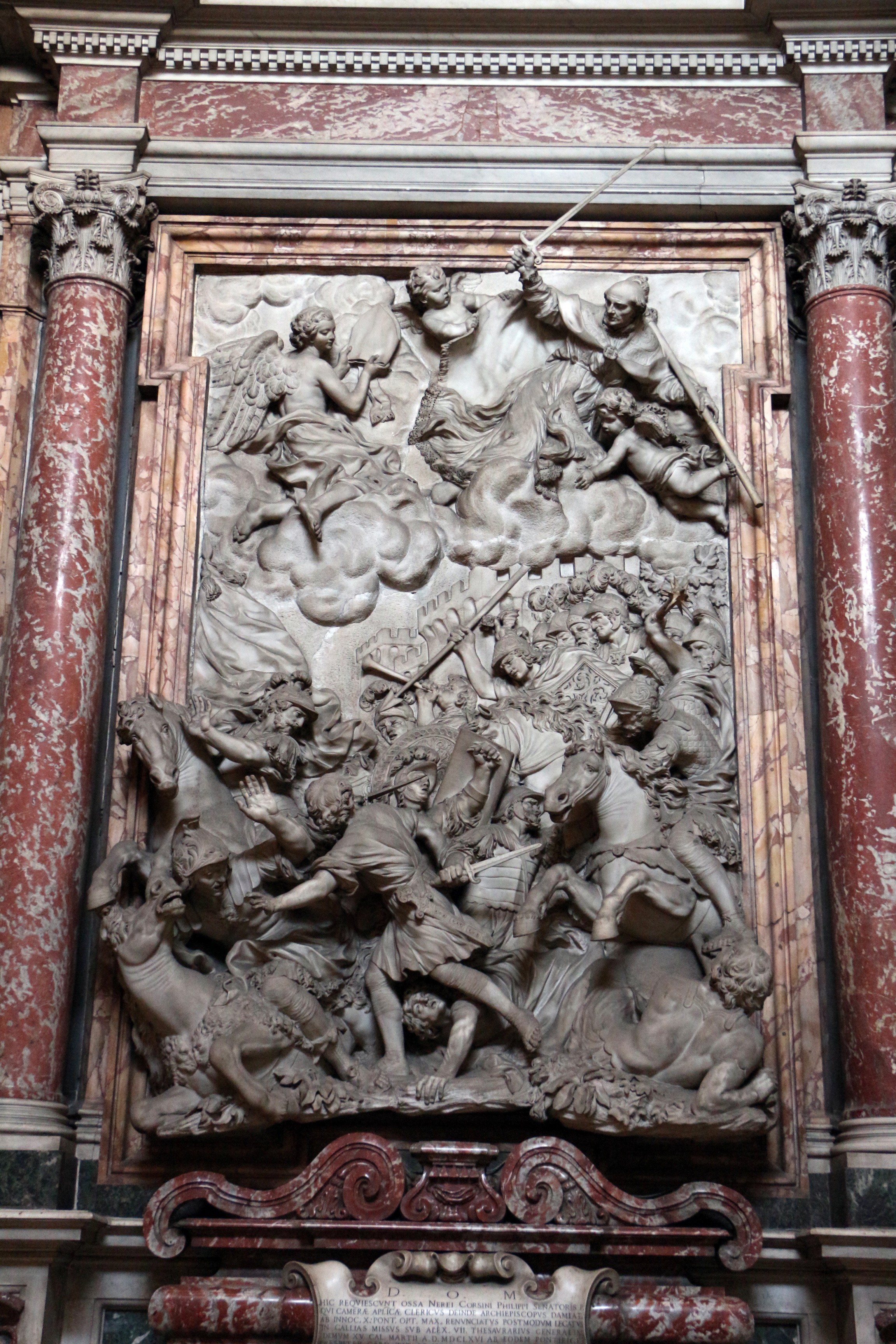
Giovanni Battista Foggini, Saint Andrea Corsini menant les Florentins lors de la bataille d'Anghiari (1685-1687).

Le mur de gauche abrite un cénotaphe de Pietro Corsini, évêque de Volterra et de Florence, décédé à Avignon en 1405. Sur le mur au-dessus, se trouve un autre haut-relief de Foggini, avec   L'Apparition de la Vierge à saint Andrea Corsini (1683-1691), lors de sa première messe, au couvent de la Selve près de Signa.

### Autel de droite
Sur le mur de droite se trouve le monument funéraire de Neri Corsini, évêque d'Arezzo, décédé en 1678, avec sur le sol, devant lui, une plaque à Amerigo Corsini, décédé en 1853. Au-dessus, se trouve le troisième haut-relief en marbre de Foggini, représentant Saint Andrea Corsini menant les Florentins lors de la bataille d'Anghiari (1685-1687), considérée comme le chef-d'œuvre du sculpteur.

### Dôme

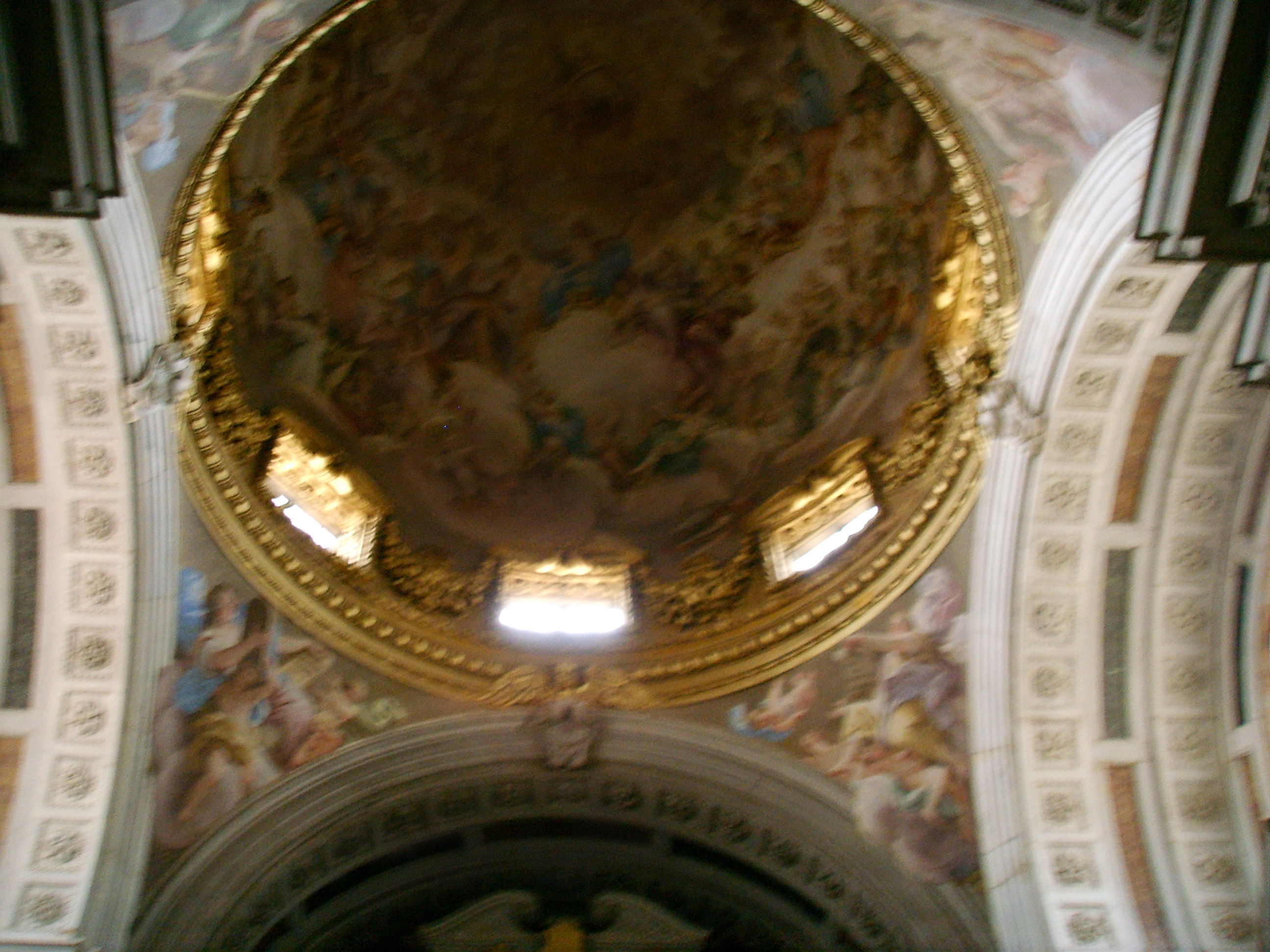
Le dôme.

Dans le dôme de la chapelle, la fresque de Luca Giordano de 1682 est la première que l'artiste a peinte à Florence, fresque qui a eu un fort impact sur l'école florentine. Elle représente Saint Andrea Corsini dans la gloire du Paradis à l'intérieur du dôme et Les Quatre Vertus dans les pendentifs.

## Source de traduction
- (it) Cet article est partiellement ou en totalité issu de l’article de Wikipédia en italien intitulé « Cappella Corsini » (voir la liste des auteurs).